# Walckenaeria indirecta
Walckenaeria indirecta este o specie de păianjeni din genul Walckenaeria, familia Linyphiidae. A fost descrisă pentru prima dată de O. P.-cambridge, 1874. Conform Catalogue of Life specia Walckenaeria indirecta nu are subspecii cunoscute.